# Kings Park

Logo der Botanic Gardens and Parks Authority

Der Kings Park ist ein Stadtpark der westaustralischen Hauptstadt Perth. Er ist eine Mischung aus hochgepflegtem Parkland, botanischem Garten und zwei Drittel naturbelassenem Buschland.
Die Gegend wurde 1831 für öffentliche Zwecke reserviert.:3 1872 wurden dann erstmals 175 Hektar formell als öffentlicher Park gazettiert. Bis 1897 wurde der Park mehrmals bis auf 412 Hektar erweitert. 1895 wurde er offiziell Perth Park benannt, 1901 dann zu Ehren von König Edward VII. in The King’s Park umbenannt. Heute ist der Park 400,6 Hektar groß, und der Apostroph ist aus dem Namen verschwunden.:3
Mit seiner Größe von 400,6 Hektar zählt er zu den größten Stadtparks weltweit und ist sogar größer als der 349,15 Hektar große Central Park in New York.
Zur Erinnerung an Edith Cowan, die erste Frau, die im Jahr 1921 in ein australisches Parlament gewählt wurde, ist am Eingang des Parks ein steinerner Uhrturm, genannt Edith Dircksey Cowan Memorial,  aufgestellt worden.

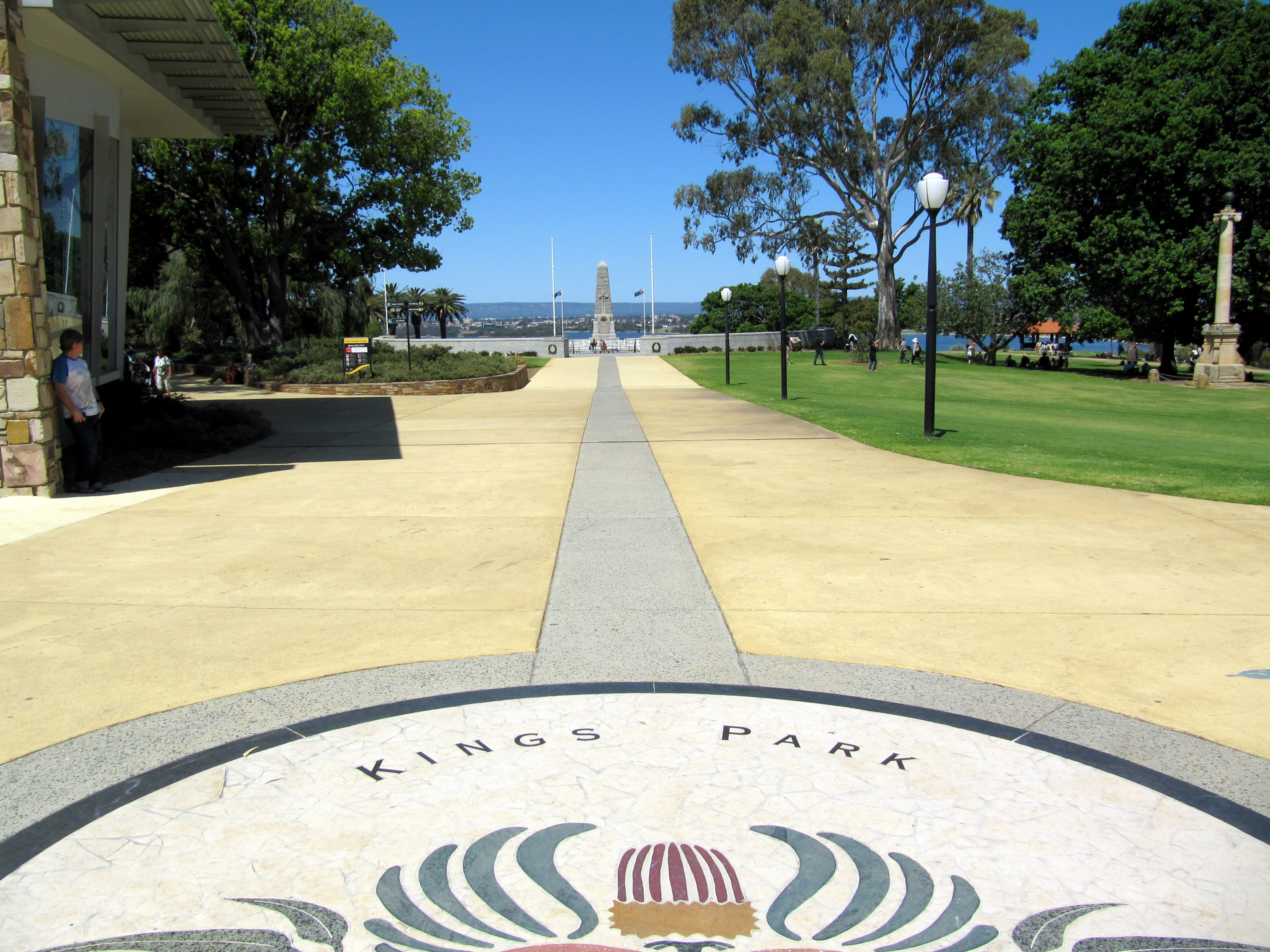
Kings Park und Botanischer Garten

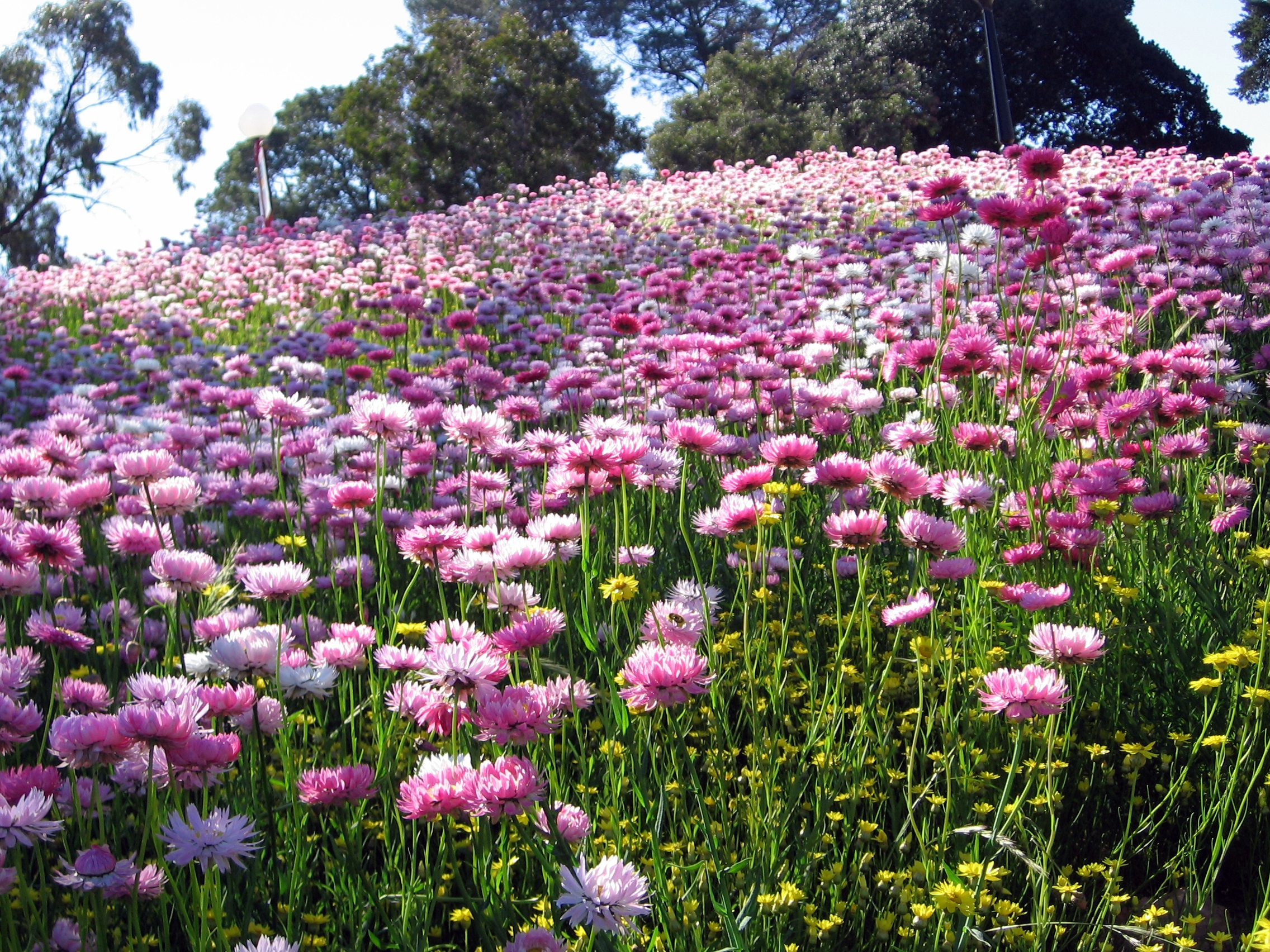
Blumen im Kings Park

## Botanischer Garten
1965 wurde im Kings Park der 17 Hektar große westaustralische Botanische Garten eröffnet.

## Spielplätze
Der Spielplatz im May Drive Parkland (ehemaliges Synergy Parkland) ist für Kinder über sechs Jahre geeignet. Für Kinder unter sechs Jahre ist der Ivey Watson Playground in der Lotterywest Family Area ideal. Rio Tinto Naturescape Kings Park ist für Kinder eingerichtet mit dem Ziel, ein Verhältnis zur Natur zu entwickeln und die einzigartige westaustralische Umwelt schätzen zu lernen.